# Bakonycsernye
Bakonycsernye is een plaats (község) en gemeente in het Hongaarse comitaat Fejér. Bakonycsernye telt 3179 inwoners (2001).